# هالسي ستيفنز
هالسي ستيفنز (بالإنجليزية: Halsey Stevens)‏ هو أستاذ جامعي وملحن أمريكي، ولد في 3 ديسمبر 1908 في Scott, New York ‏ في الولايات المتحدة، وتوفي في 20 يناير 1989 في إنغليووود في الولايات المتحدة.

## وصلات خارجية
- هالسي ستيفنز على موقع ميوزك برينز (الإنجليزية)
- هالسي ستيفنز على موقع ديسكوغز (الإنجليزية)